# Savage (album d'Eurythmics)
Pour les articles homonymes, voir Savage.
Albums de Eurythmics
Revenge
(1986) We Too Are One
(1989)
Singles
1. Beethoven (I Love to Listen To)
Sortie : Octobre 1987
2. Shame
Sortie : Décembre 1987
3. I Need a Man
Sortie : Mars 1988
4. You Have Placed a Chill in My Heart
Sortie : Mai 1988

Savage est le septième album studio d'Eurythmics, sorti le 9 novembre 1987.
Produit par Dave Stewart, l'album s'est classé 7e au UK Albums Chart et 41e au Billboard 200.

## Liste des titres
Toutes les chansons sont écrites et composées par Annie Lennox et Dave Stewart, à l'exception de Come Together écrite par John Lennon et Paul McCartney.
| No  | Titre                               | Durée |
| --- | ----------------------------------- | ----- |
| 1.  | Beethoven (I Love to Listen To)     | 4:48  |
| 2.  | I've Got a Lover (Back in Japan)    | 4:25  |
| 3.  | Do You Want to Break Up?            | 3:38  |
| 4.  | You Have Placed a Chill in My Heart | 3:50  |
| 5.  | Shame                               | 4:23  |
| 6.  | Savage                              | 4:10  |
| 7.  | I Need a Man                        | 4:21  |
| 8.  | Put the Blame on Me                 | 3:44  |
| 9.  | Heaven                              | 3:28  |
| 10. | Wide Eyed Girl                      | 3:29  |
| 11. | I Need You                          | 3:22  |
| 12. | Brand New Day                       | 3:42  |

| 13. | Beethoven (I Love to Listen To) (Extended Philharmonic Version) | 4:31 |
| 14. | Shame (Dance Mix)                                               | 5:38 |
| 15. | I Need a Man (Macho Mix)                                        | 5:55 |
| 16. | I Need You (Live)                                               | 3:26 |
| 17. | Come Together                                                   | 3:20 |

## Musiciens
- Annie Lennox : voix, claviers, programmation
- Dave Stewart : chœurs, guitare, claviers, programmation
- Olle Romo : programmation

## Certifications
| Pays        | Association  | Certification | Ventes    |
| ----------- | ------------ | ------------- | --------- |
| Canada      | Music Canada | Platine       | 100 000 + |
| France      | SNEP         | Or            | 100 000+  |
| Royaume-Uni | BPI          | Platine       | 300 000+  |
| Suède       | GLF          | Or            | 25 000+   |
| Suisse      | IFPI         | Platine       | 100 000+  |